# Bamingui-Bangoran
Bamingui-Bangoran (franska) eller Bamïngï-Bangoran (sango) är en prefektur i Centralafrikanska republiken. Den ligger i den centrala delen av landet, 500 km nordost om huvudstaden Bangui. Antalet invånare var 43 229 vid folkräkningen 2003. Arean är 58 200 kvadratkilometer. Bamingui-Bangoran gränsar till prefekturerna Vakaga, Haute-Kotto, Ouaka och Nana-Grébizi samt till Tchad.
Bamingui-Bangoran delas in i underprefekturerna:
- Bamingui
- Ndélé